# Gare de Saint-Just-en-Chaussée
Ne doit pas être confondu avec Gare de Saint-Just-Luzac.
La gare de Saint-Just-en-Chaussée est une gare ferroviaire française de la ligne de Paris-Nord à Lille, située à 500 mètres du centre-ville de Saint-Just-en-Chaussée, dans le département de l'Oise, en région Hauts-de-France.
Elle est mise en service en 1846, par la Compagnie du chemin de fer du Nord. C'est une gare de la Société nationale des chemins de fer français (SNCF), desservie par des trains TER Hauts-de-France, qui effectuent des missions entre les gares de Paris-Nord et Amiens. Paris est à 80 kilomètres et Amiens à 51 kilomètres.

## Situation ferroviaire
Établie à 104 m d'altitude, la gare de Saint-Just-en-Chaussée est située au point kilométrique (PK) 79,515 de la ligne de Paris-Nord à Lille entre les gares de Saint-Rémy-en-l'Eau et Gannes.
Elle était l'origine des lignes de Saint-Just-en-Chaussée à Douai et de La Rue-Saint-Pierre à Saint-Just-en-Chaussée, ainsi que le cœur de la ligne de chemin de fer secondaire du réseau départemental de l'Oise assurant la relation Estrées-Saint-Denis - Froissy - Crèvecœur-le-Grand.

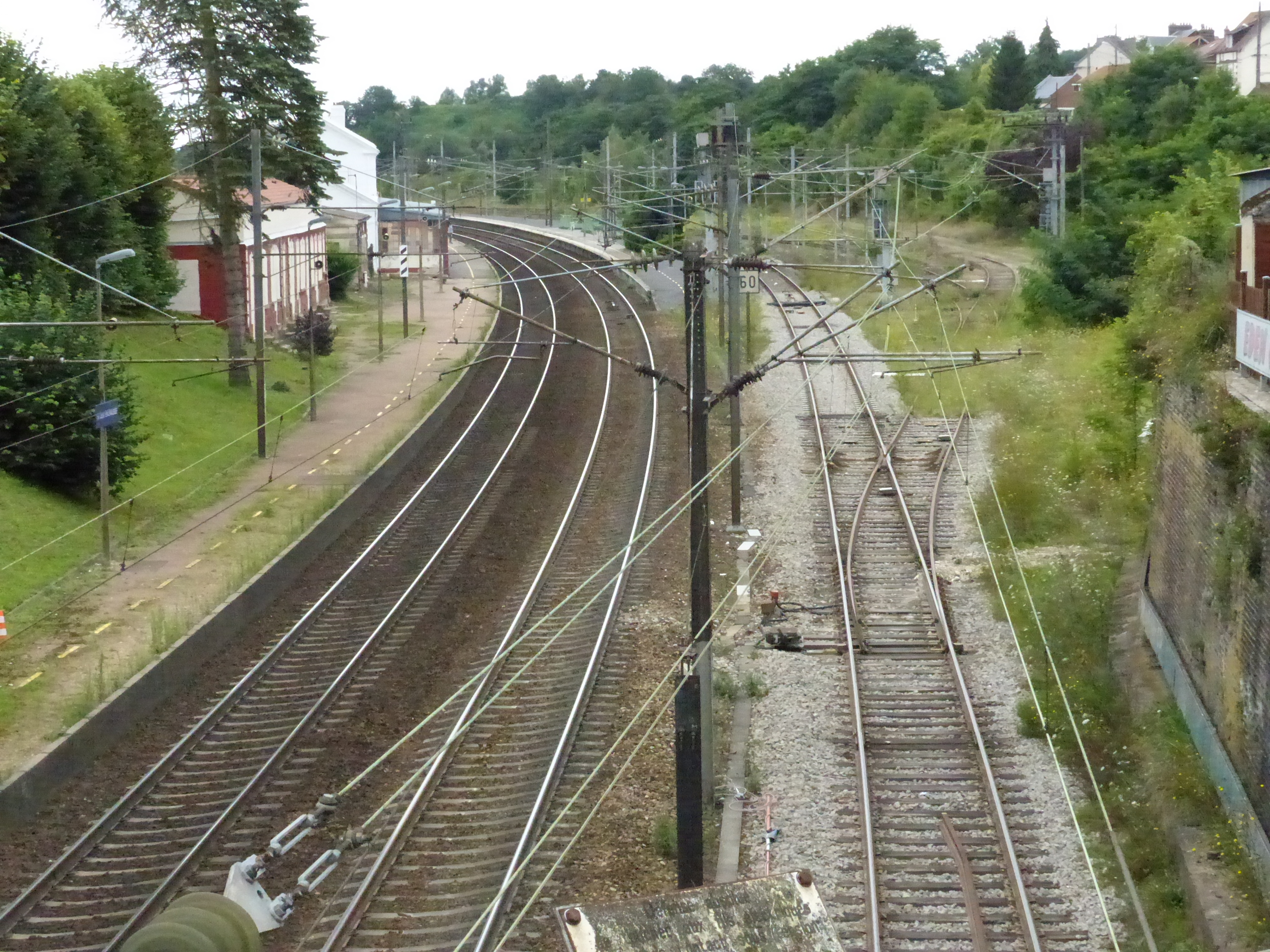
Extrémité nord de la gare. À gauche, les voies de la ligne Paris – Lille ; au centre, la voie de l'ex-ligne de Saint-Just à Douai ; à droite, l'emplacement des installations de la ligne Estrées-Saint-Denis – Froissy – Crèvecœur-le-Grand.
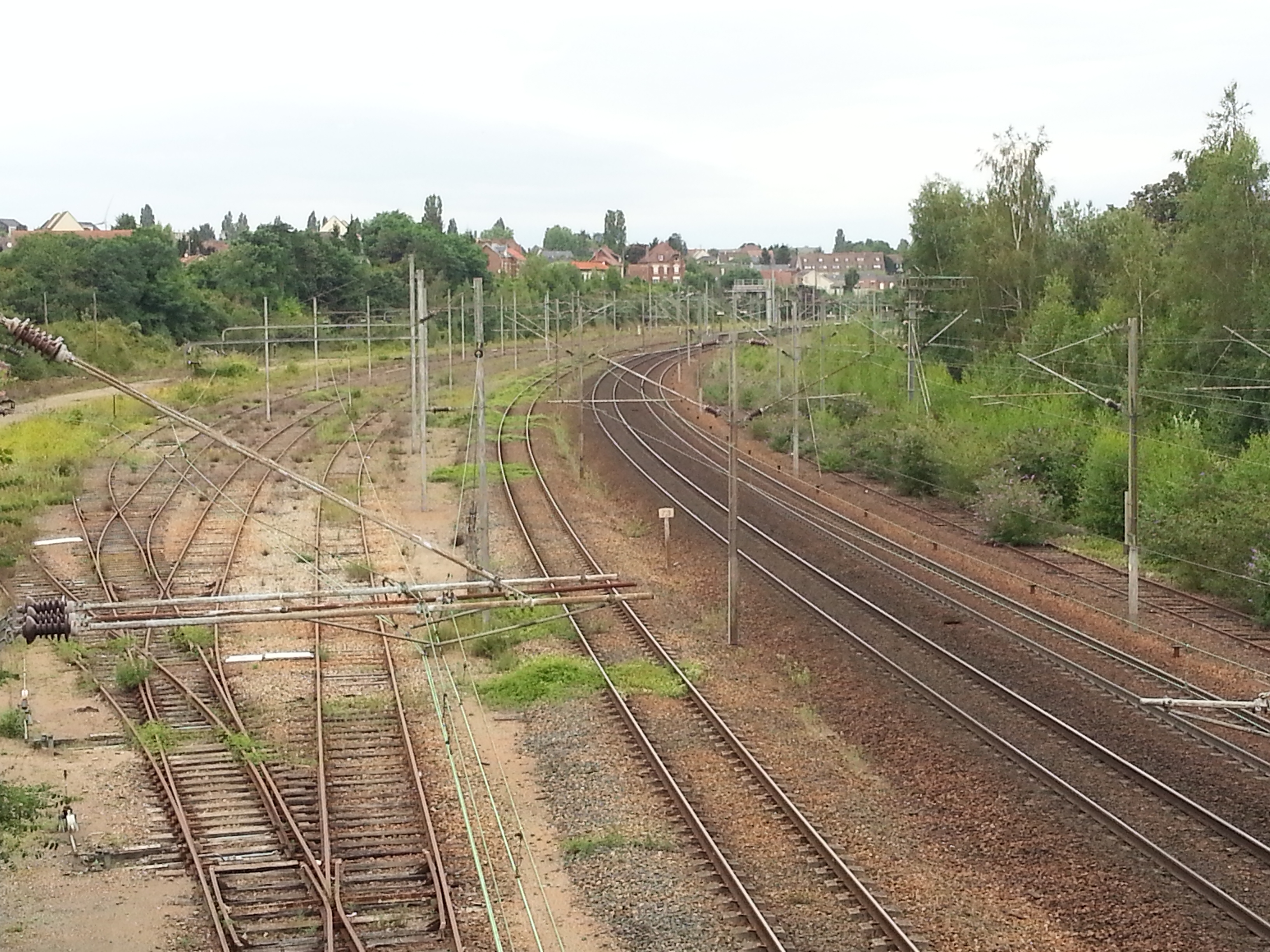
Extrémité sud de la gare. À droite, les deux voies de la ligne Paris – Lille ; au centre, la voie de l'ancienne ligne de La Rue-Saint-Pierre, aujourd'hui utilisée par la ligne Paris – Lille ; à gauche, les voies de débord.

## Histoire
La gare est mise en service en 1846, pour l'ouverture de la section Paris - Amiens de la ligne Paris - Lille. Placée sur la grande ligne Paris - Amiens - Lille, la gare voyait passer les plus beaux trains de la Compagnie du Nord.
En 1866, la station de Saint-Just-en-Chaussée, la 12e de la ligne, dessert les 1 745 habitants de ce chef-lieu du canton de Clermont. Elle permet des correspondances en omnibus avec les localités, d'Ansauvillers, Rollot, Montdidier, Chaulnes et Lihons, et Rosières.
De 1891 à 1961, Saint-Just-en-Chaussée était également le cœur de la petite ligne d'intérêt local à voie métrique entre Estrées-Saint-Denis, Froissy et Crèvecœur-le-Grand, exploitée par une compagnie privée, la Compagnie générale de voies ferrées d'intérêt local.
En 2015, le bâtiment voyageurs et les quais vont être rénovés pour un montant de 4 millions d'euros ; cette rénovation comprend la mise en accessibilité de la gare pour les personnes à mobilité réduite, l'ajout d'ascenseurs, de bandes podotactiles, la réfection des quais et l'amélioration de l'information visuelle et sonore.

## Fréquentation
Selon les estimations de la SNCF, la fréquentation annuelle de la gare s'élève aux nombres indiqués dans le tableau ci-dessous.
| Année                      | 2023    | 2022    | 2021    | 2020    | 2019    | 2018    | 2017    | 2016    | 2015    |
| -------------------------- | ------- | ------- | ------- | ------- | ------- | ------- | ------- | ------- | ------- |
| Nombre de voyageurs        | 519 462 | 499 407 | 436 351 | 407 514 | 521 732 | 511 473 | 538 917 | 535 839 | 534 584 |
| Voyageurs et non voyageurs | 649 328 | 624 259 | 545 439 | 509 392 | 652 165 | 639 341 | 673 646 | 669 799 | 668 230 |

## Service des voyageurs

### Accueil
La gare dispose dispose d'un bâtiment voyageurs, avec guichets, ouvert tous les jours. Elle est notamment équipée d'automates pour l'achat de titres de transport. Une souterrain permet le passage d'un quai à l'autre.

### Desserte
Saint-Just-en-Chaussée est desservie par des trains TER Hauts-de-France de la ligne 27 de Paris-Nord à Amiens.

### Intermodalité
Un parking pour les véhicules est aménagé, ainsi que des emplacements sécurisés pour vélos. Les lignes 613, 662, 683, 684, 685, 6328 et 6342 du réseau interurbain de l'Oise desservent la gare.

## Galeries de photographies

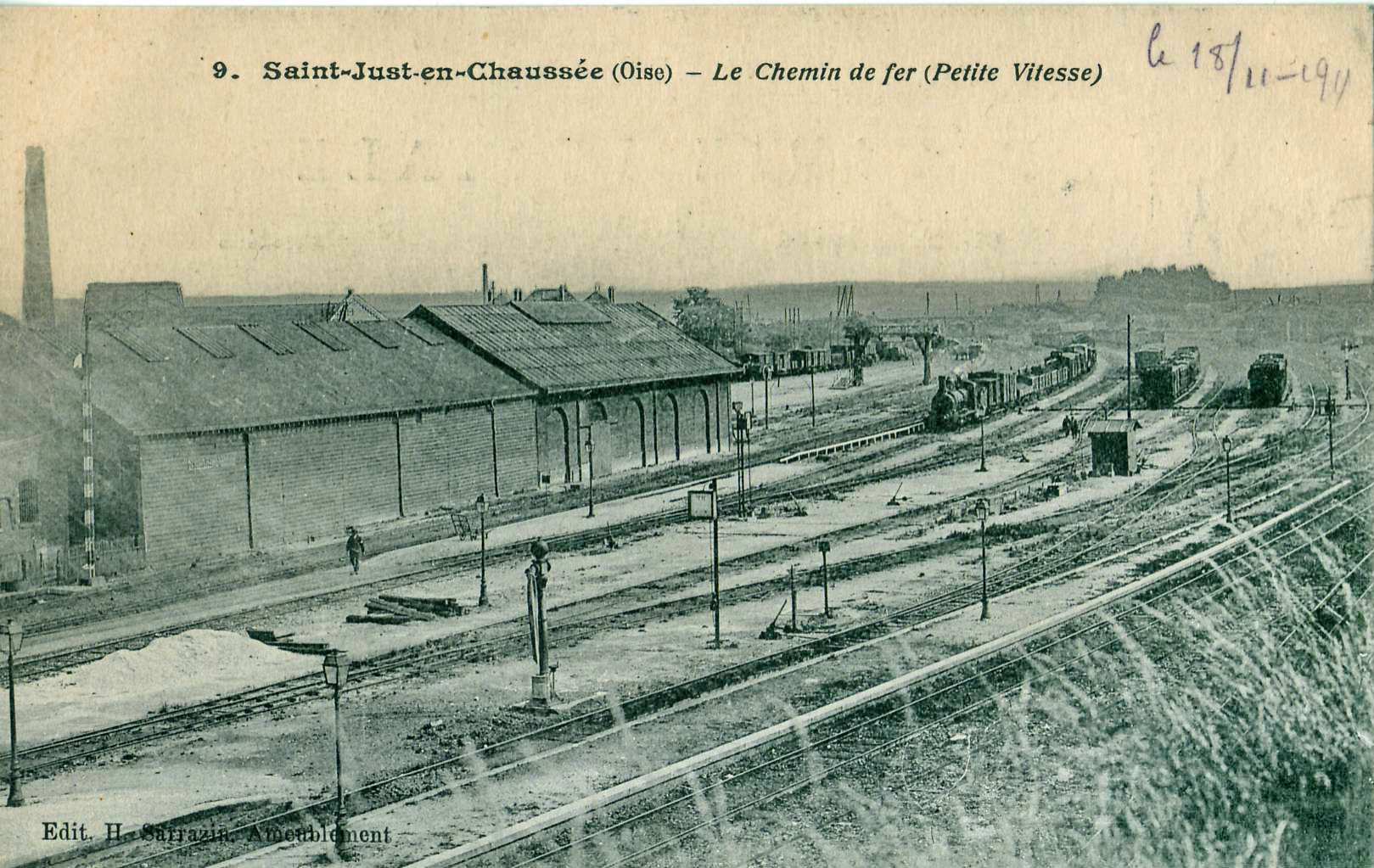
Les installations marchandises de la gare, avant la Première Guerre mondiale.
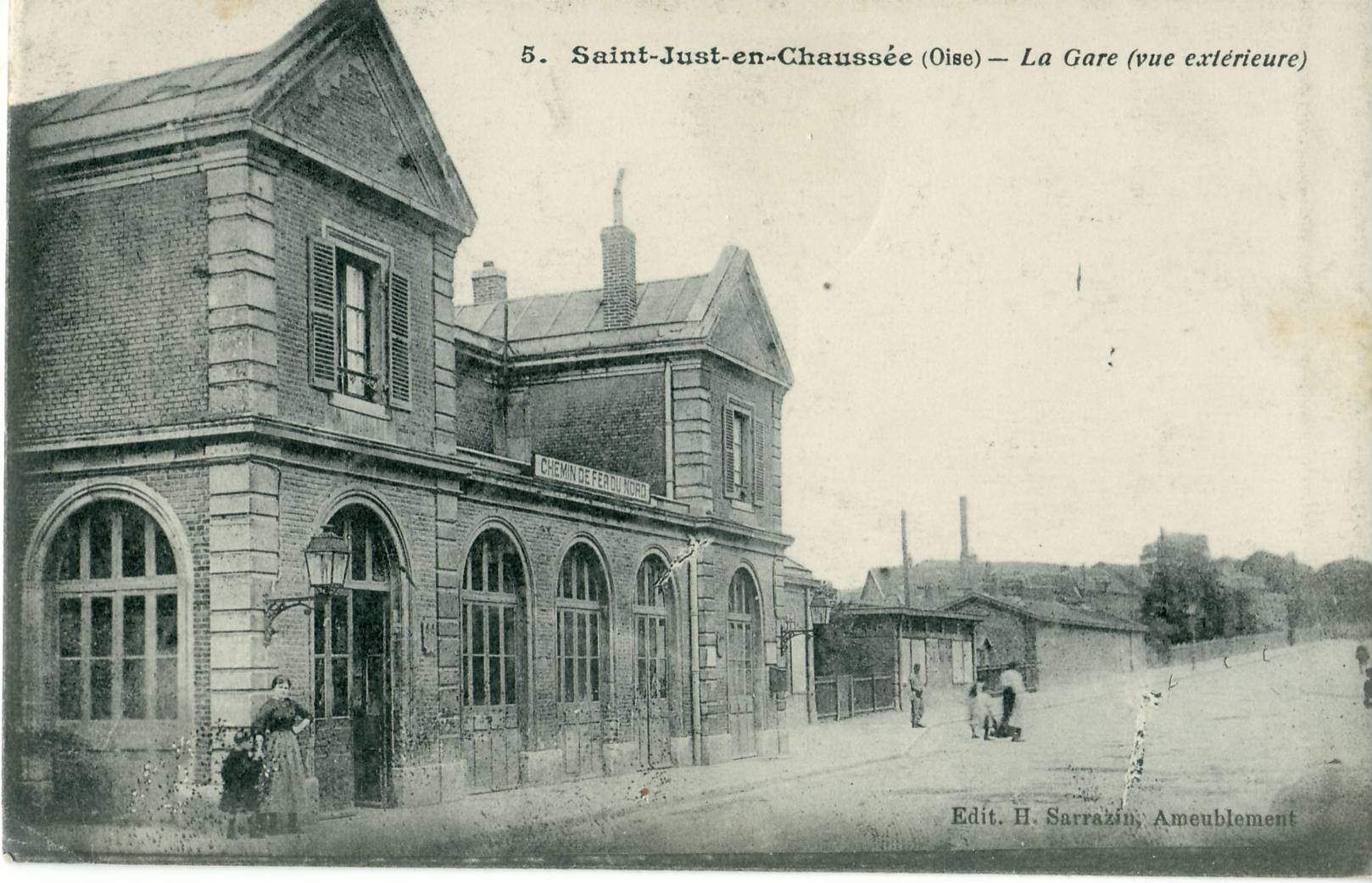
La gare de Saint-Just au début du XXe siècle.
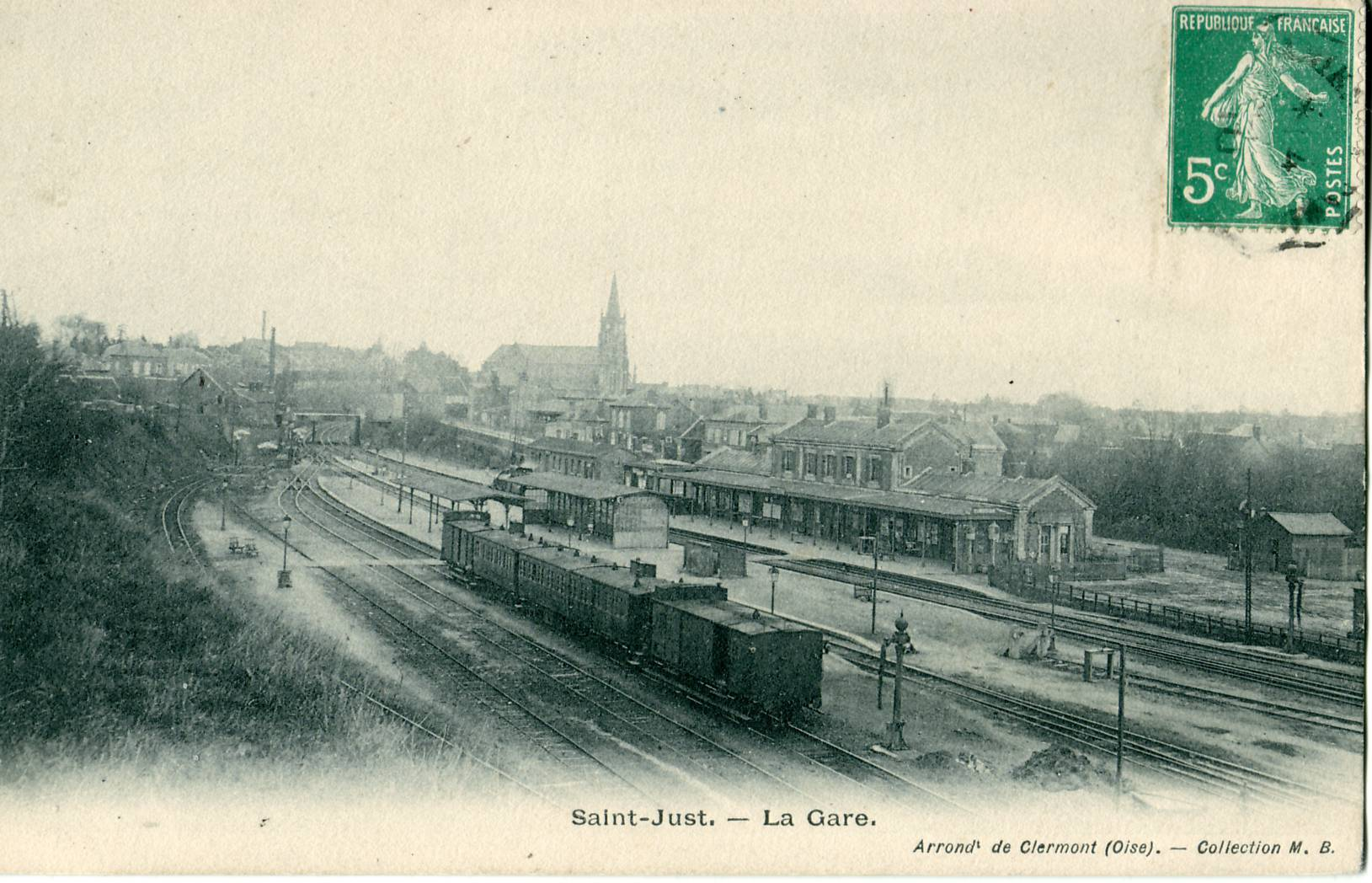
La gare au début des années 1900, vue depuis la rue des Vignes.

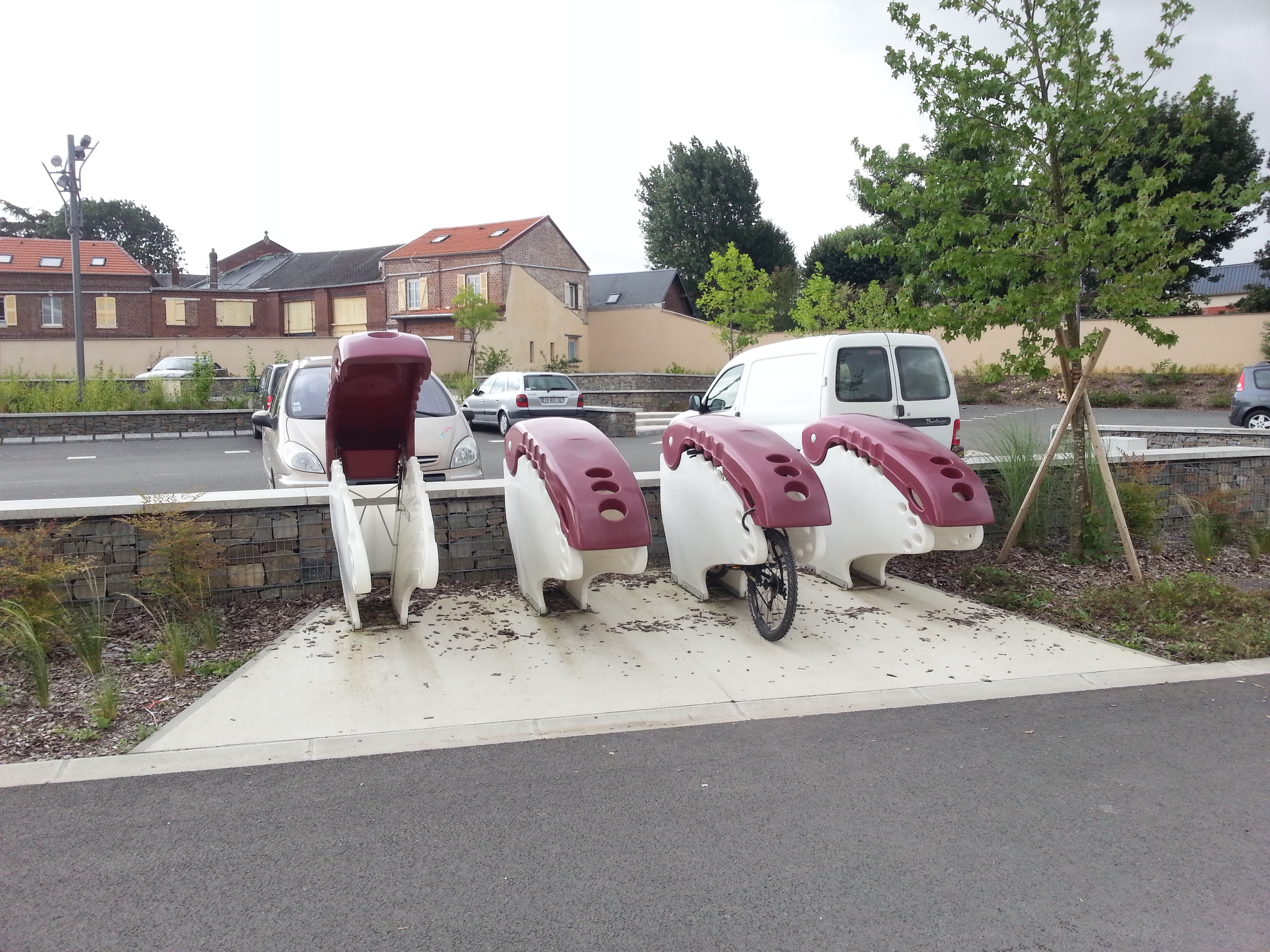
Abris à vélos, sur le parvis de la gare.
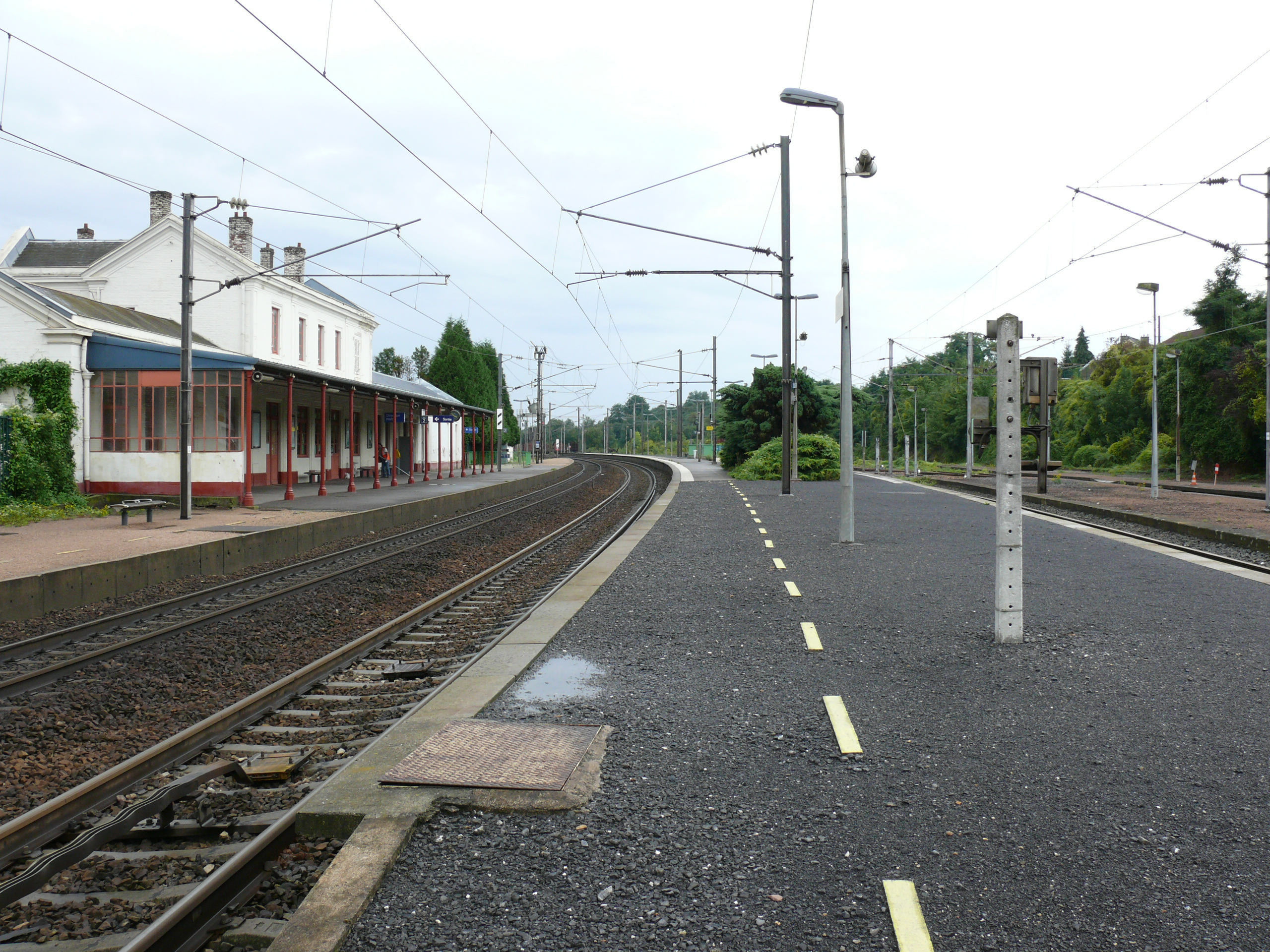
L'intérieur de la gare, avec le bâtiment voyageurs, les voies et les quais, avant la rénovation de 2015.
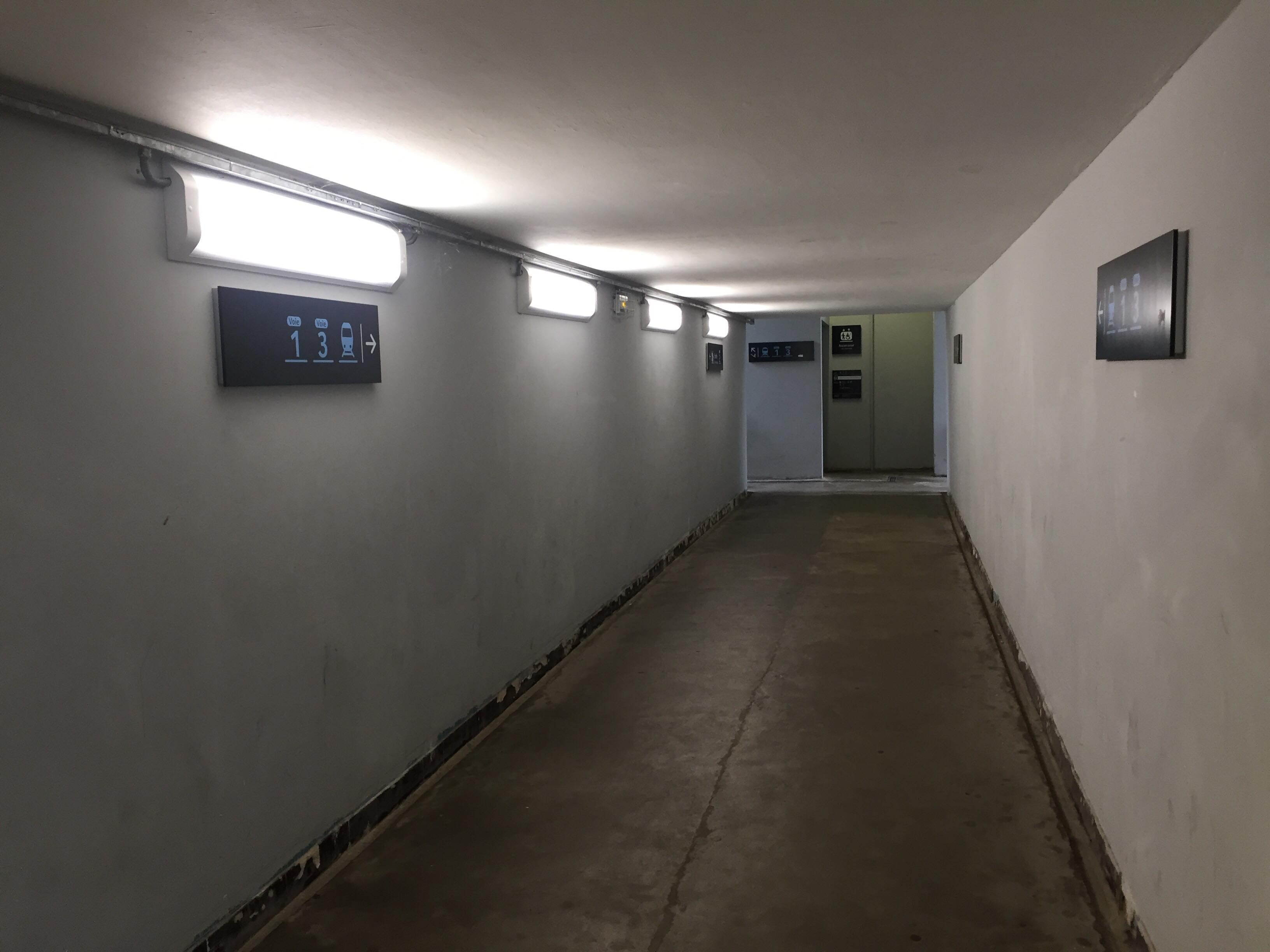
Le passage souterrain rénové, accessible aux personnes à mobilité réduite.
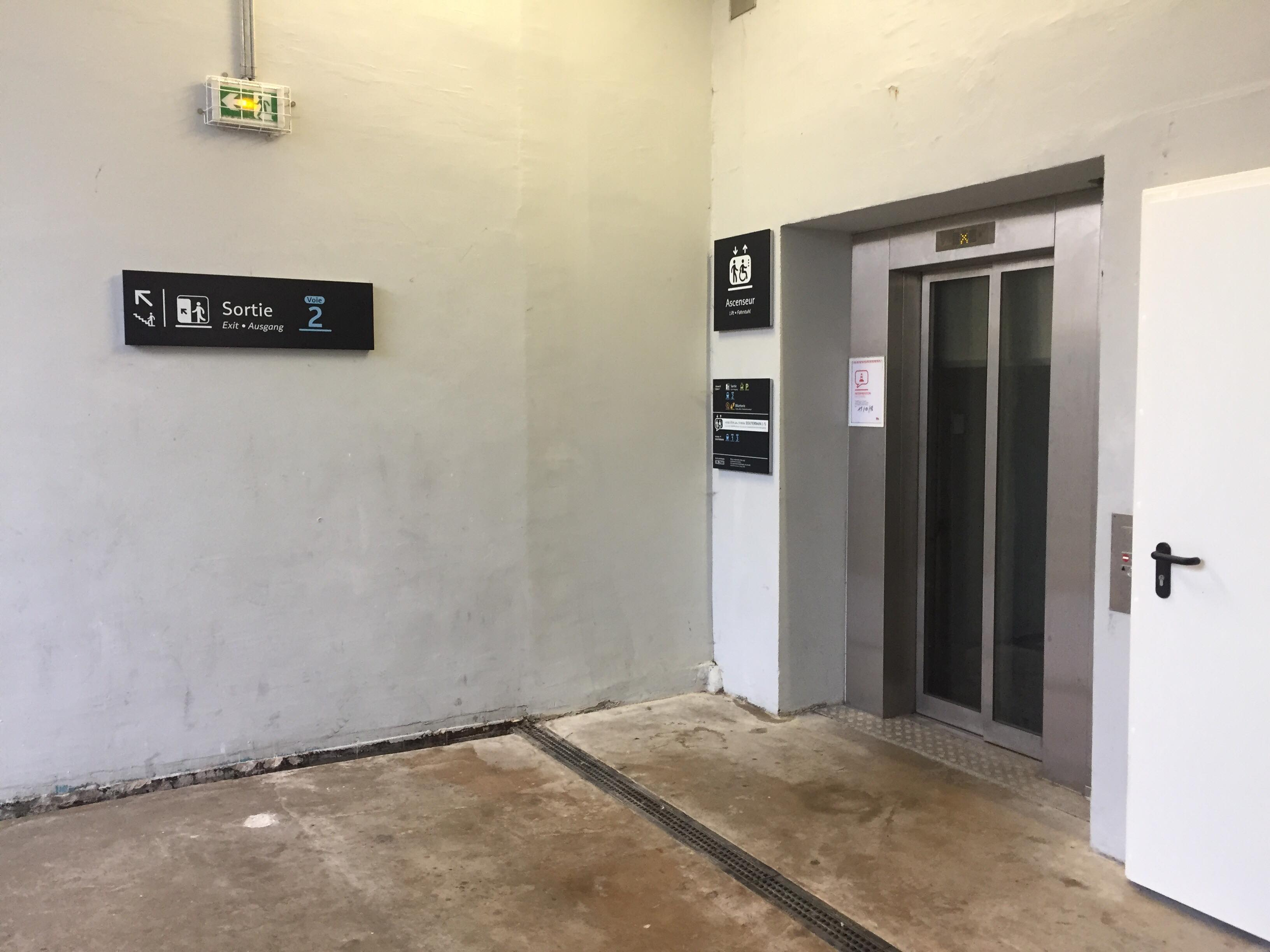
Accès à l'un des ascenseurs du souterrain.